# Julie Koukalová
Julie Koukalová, coniugata Žižlavská (17 maggio 1934), è un'ex cestista cecoslovacca.

## Carriera
Con la Cecoslovacchia ha disputato i Campionati mondiali del 1959 e due edizioni dei Campionati europei (1954, 1960).